# عبد الرحيم بودلال
عبد الرحيم بودلال أكاديمي وأستاذ مغربي بكلية الآداب والعلوم الإنسانية جامعة محمد الأول وجدة، ومدير مركز الدراسات والبحوث الإنسانية والاجتماعية وجدة، من مواليد سنة 1960 بمدينة وجدة بالمغرب.

## سيرته
- الإجازة من شعبة اللغة العربية وآدابها من جامعة محمد الأول بوجدة، في الموضوع: قضايا نحوية من خلال معاني القرآن للفراء1984.
- الدراسات الجامعية العليا 1988: ببلوغرافيا النحو العربي: أصول عاملية.
- دبلوم الدراسات العليا 1991: عوامل استخراج المعنى من نماذج من كتب التفسير: (إعراب القرآن للنحاس) بكلية الآداب والعلوم الإنسانية جامعة محمد الخامس بالرباط.
- دكتوراه الدولة 2001: الميزان العاملي والميزان الصرفي بحث في الوحدة والاختلاف بكلية الآداب والعلوم الإنسانية جامعة محمد الخامس بالرباط.

## مهام علمية وإدارية
- مدير مركز الدراسات والبحوث الإنسانية والاجتماعية وجدة.
- رئيس مجلس إدارة المجلة المغربية لدراسات الترجمة.
- عضو مؤسس لاتحاد اللسانيين المغاربة.
- عضو مؤسس للجمعية المغربية لحماية اللغة العربية الوطنية.
- عضو مؤسس للجمعية المغربية لحماية اللغة العربية فرع وجدة.
- مُنسّق ماستر الدراسات اللغوية قضايا ومناهج بكلية الآداب والعلوم الإنسانية جامعة محمد الأول وجدة.
- عضو في مختبر الأدب والبناء الحضاري التابع لكلية الآداب والعلوم الإنسانية جامعة محمد الأول وجدة.
- عضو في مختبر المعالجة الآلية للغة العربية التابع لكلية العلوم جامعة محمد الأول وجدة.
- عضو جمعية النبراس الثقافة وللتنمية.
- إلقاء مجموعة من المحاضرات بالمجالس العلمية المحلية والثانويات والجمعيات.

## مقالاته
- مصطلح المفرد في النحو العربي
- التأويل عند اللغويين العرب
- الاتجاه الهرمنيوطيقي وأثره في الدراسات القرآنية
- التأويل واللغة
- التأويل عند الأشاعرة
- جهود اللغويين العرب في خدمة الفصحى
- الهرمونوطيقا وحدود الفهم
- التأويل عند الأشاعرة
- قوة المعنى من قوة النظام
- ماهية العلم واستعماله لأجل سعادة الإنسانية
- مستقبل العربية في ظل الرقمنة
- طبيعة الاستدلال النحوي
- المصطلح العربي وتعدد الترجمة
- القوالب الصرفية ودورها في تنمية اللغة العربية
- أصول التقعيد النحوي عند تمام حسان
- اللغة العربية والعلوم الشرعية

## مشاركات في المؤتمرات والندوات
- ندوة: “سلطة القصيدة العربية القديمة”، 2005، بوجدة.
- ندوة: “النص الأدبي بين القراءة والتأويل”، 2007، كلية ظهر المهراز بفاس.
- ندوة: “المعالجة الآلية للغة العربية”، 2006، كلية الآداب جامعة محمد الخامس ومعهد تنسيق التعريب الرباط.
- ندوة: “القراءات الحداثية للقرآن الكريم”، وجدة – فجيج.
- “الخطاب الأشعري بالمغرب بين الاعتدال والواقعية”، مايو 2007 بوجدة.
- ندوة: “لغة التدريس والنموذج التنموي:أي علاقة”.
- المؤتمر الدولي: اللغة العربية والتنمية البشرية: الواقع والآفاق.
- ندوة: “الترجمة في المغرب تحديات مفاهيمية إكراهات عملية”.
- ندوة: “تداول المصطلح العربي: الحدود والمجالات”.

## روابط خارجية
- مداخلة الدكتور عبد الرحيم بودلال في الائتلاف الوطني من أجل اللغة العربية | 15 يناير 2016